# STS-3
STS-3 byl třetí let raketoplánu Columbia v rámci programu Space Shuttle. Zajímavostí letu je, že raketoplán přistál na White Sands Space Harbor v novomexickém Las Cruces. Jednalo se též o poslední misi, na kterou NASA určila záložní posádku.

## Posádka
- Jack Lousma (2), velitel
- Charles Fullerton (1), pilot

Záložní posádka byla:
- Thomas Mattingly
- Henry Hartsfield

(v závorkách je uveden dosavadní počet letů do vesmíru včetně této mise)

### Přípravy na start
Orbitální stupeň raketoplánu Columbia dorazil na hřbetu přepravního letadla Boeing 747-SCA z vojenské základny Edwards AFB v Kalifornii na mys Canaveral 25. listopadu. Již následující den byl převezen do montážní budovy OPF, kde začali technici s poletovými prohlídkami. To zabralo zhruba týden. Technici mimo jiné vyměnili palivovou baterii č. 1 a hydraulické čerpadlo č. 1 a odmontovali koncovou část mechanického manipulátoru, aby ji kanadský výrobce před startem STS-3 zkontroloval.
Raketoplán také prošel modernizací. Byl přidán čtvrtý modul s nádržemi na vodík a kyslík pro energetický systém, byla instalována kabeláž a mechanická propojení pro užitečné zatížení. Dne 10. ledna byla do nákladového prostoru Columbie uložena souprava vědeckých přístrojů OSS-1. V noci z 2. na 3. února byl orbiter Columbie převezen do haly VAB a o den později byl v horizontální poloze zkompletován s odhazovací nádrží a startovacími motory. Následovaly prověrky, jejichž vyvrcholením byly tři simulace (start, start s havarijním návratem a přistání), kterých se zúčastnila posádka STS-3.
V úterý 26. února přepravil pásový dopravník raketoplán na šest kilometrů vzdálenou startovací rampu 39A, kde v následujících dnech proběhly dvě prověrky odpočítávání. Obě zkoušky proběhly bez závažnějších problémů a vedení projektu dalo souhlas ke startu v plánovaný termín 22. března.
Odpočítávání začalo 18. března v T-73 hodin. Komplikací byly deště v oblasti základny Edwards v Kalifornii, kde měl raketoplán přistát. Ředitel NASA rozhodl, že Columbia přistane na letišti Northup Strip v oblasti vojenské střelnice White Sands v Novém Mexiku. NASA musela na "náhradní" letiště přesunout část personálu a vybavení dvěma vlaky.
Dne 22. března začalo finální odpočítávání v T-5 hodin. Proplachování potrubí a nádrží na kapalný vodík plynným dusíkem bylo opožděno kvůli poruše na termočlánku v pozemní nádrži dusíku. Plánované stominutové přerušení v T-125 bylo proto prodlouženo o 60 minut navíc. Dalším jediným problémem na raketoplánu bylo zablokování jednoho z regulátorů tlaku hélia v systému předního modulu RCS. Vedení se však rozhodlo závadu ignorovat.

### Start
Raketoplán Columbia odstartoval k letu STS-3 s hodinovým zpožděním 22. března 1982 v 16.00.00,3 UT. Hlavním cílem letu byla prověrka tepelných vlastností raketoplánu za různých režimů letu po oběžné dráze a další ověřování dálkového manipulátoru, stejně jako upřesňování aerodynamického chování družicového stupně během startu a přistávání. Kromě toho byly na palubě vědecké přístroje souboru OSS-1, prototyp pouzdra pro malá autonomní užitečná zatížení, prototyp zařízení pro výrobu monodisperzních latexových částic a zařízení pro elektroforézu.
V době dosažení rychlosti zvuku astronauti pozorovali odpadávání materiálu a pravděpodobně v téže době došlo k poškození dlaždic systému tepelné ochrany na přídi a na trupu raketoplánu. V T+126 sekund ve výšce cca 50 kilometrů dohořely motory SRB. Byly odhozeny a na padácích klesly do oceánu. Po dosažení rychlosti Mach 8 (v T+4 minuty) oznámil Fullerton nebezpečný růst teploty mazacího oleje v hydraulickém čerpadle č. 3. O půl minuty později naskočil na palubní desce poplach, protože teplota překročila povolenou horní hranici (165 °C). V T+410 sekund se ozval poplašný signál v důsledku vysoké teploty oleje v APU č. 3 znovu. O 40 sekund později, v T+450 sekund, dostala posádka doporučení APU vypnout, což okamžitě provedla. Ve výšce 105,6 km byly podle plánu vypojeny motory SSME. Oddělení nádrže ET proběhlo bez jakýchkoli problémů, zbytky nádrže dopadly do Indického oceánu. Poté astronauti provedli dva manévry OMS a navedli raketoplán na kruhovou oběžnou dráhu ve výšce 242,6 kilometrů.

### Průběh letu

Start raketoplánu

Astronauti otevřeli nákladový prostor a aktivovali klimatizační systém. Po třech obězích zeměkoule dostali z pozemního řídícího centra souhlas se svléknutím skafandrů. Velitel letu trpěl silnou kinetózou, což zpomalilo průběh experimentů. Také proto byl noční odpočinek prodloužen o hodinu. Dne 23. března si posádka všimla, že před okny pilotní kabiny chybí několik dlaždic tepelné ochrany. Astronauti chtěli provést zevrubnou kontrolu pomocí kamery umístěné na mechanickém manipulátoru. Kamera však selhala, stejně jako se nepodařilo zprovoznit šest kamer, rozmístěných v nákladovém prostoru. Kontrolu proto astronauti provedli druhou kamerou umístěnou na mechanickém manipulátoru. Bylo zjištěno, že chybí 25 dlaždic na povrchu pilotní kabiny a 25 dlaždic na brzdící klapce a spodku raketoplánu. Jednalo se o místa, která nejsou při návratu do atmosféry vystavena nejextrémnějším teplotám.
Dne 24. března byl na programu magnetosférický experiment. Z elektronového děla byl vysílán paprsek elektronů, který byl zaměřován směrem k několika družicím. Ty měly registrovat změny v magnetických a elektrických polích, vyvolaných elektronovým paprskem. Posádka Columbie pozorovala paprsek infračervenou televizní kamerou i vizuálně jako slabou záři. Dne 25. března selhaly oba spojové okruhy. Znovu zapojit se podařilo jen jeden z nich a to prostým vypnutím a znovu zapojením. Stejného dne provedl Fullerton aktivaci manipulátoru. Během dne pokusně manévroval s pokusným pouzdrem s přístroji pro měření vlastností plazmatu. Dne 27. března byl raketoplán otočen na 28 hodin nákladovým prostorem směrem k Slunci. Astronauti v tu dobu prováděli pozorování Slunce astronomickými přístroji souboru OSS-1 a získali mj. 15 minut záznamu sluneční erupce rentgenovým polarimetrem.

### Přistání

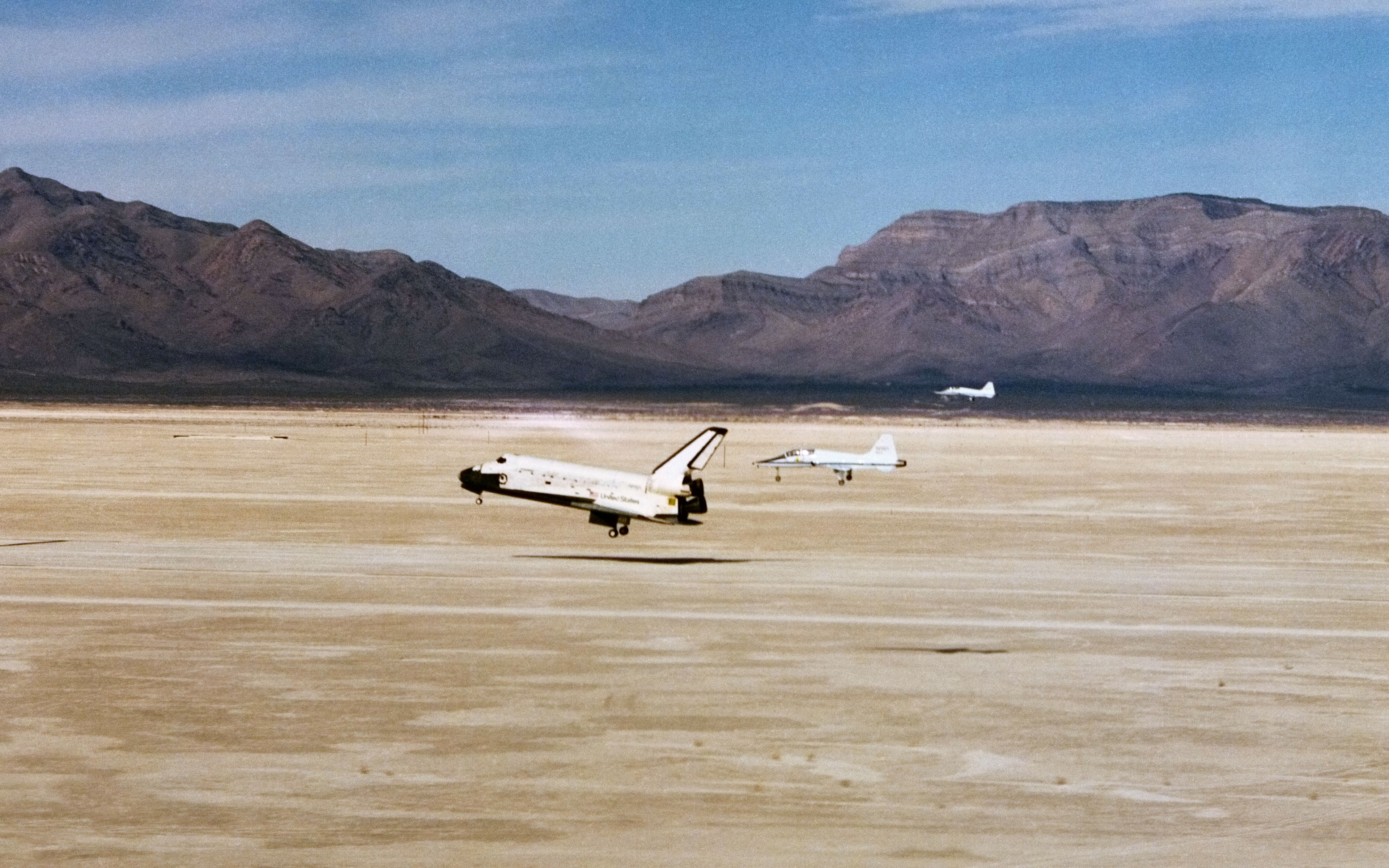
Raketoplán Columbia přistává za doprovodu dvou letounů T-38 Talon

Dne 28. března zapojili astronauti úspěšně všechna tři hydraulická čerpadla. O den později zahájila Columbia přípravy k návratu. Na 113. oběhu Země byly uzavřeny dveře nákladového prostoru. Posádka si oblékla skafandry a zkontrolovala činnost všech systémů. Na letišti White Sands však řádila písečná bouře. Astronaut John Young provedl ve speciálně upraveném letounu Gulfstream 2 (kterým se simulovalo přistání raketoplánu) pokusné přistání a doporučil odložit přistání raketoplánu o 24 hodin.
Posádka Columbie odvolala brzdicí manévr jen 15 minut před zapálením motorů, svlékla skafandry a otevřela dveře nákladového prostoru. Zásoby na palubě dovolovaly kroužit raketoplánu další čtyři dny. Písečná bouře se na White Sands utišila 30. března po půlnoci a čety pracovníků začaly odklízet z přistávacích drah navátý písek. Následující den uskutečnil John Young další simulované přistání a doporučil posádce raketoplánu optimální režim přistání.
Raketoplán Columbia zahájil přistávací manévr v 15.13 UT zapálením motorů OMS na dobu 149 sekund. Do hustých vrstev atmosféry vstoupila o 20 minut později. Ve výšce 3000 metrů přešel stroj na plně automatický režim přistávání, v té době měl rychlost již jen 528 km/h. Podvozek Columbie se dotkl přistávací dráhy 17 v 16.04.49 UT a přistávací rychlost činila 411 km/h (o 37 km/h více, než bylo optimum).
Při přistávacím manévru se Lousmovi zdálo, že příď Columbie klesá příliš rychle, proto přitáhl řízení. Zásah však byl příliš prudký, příď raketoplánu se zvedla a pak prudce dopadla zpět na zemi, ale bez následků. Posádka vystoupila z kabiny 40 minut po přistání.